# Rheum kialense
Rheum kialense är en slideväxtart som beskrevs av Adrien René Franchet. Rheum kialense ingår i släktet rabarbersläktet, och familjen slideväxter. Inga underarter finns listade i Catalogue of Life.